# Wetsontwerp-Regout
Het wetsontwerp-Regout is een in 1911 ontworpen wetsvoorstel van Robert Regout (toen Minister van Justitie) dat het begrip 'onrechtmatige daad' in Nederland poogde uit te breiden. Ondanks positieve commentaren is dit wetsontwerp nooit aangenomen. In 1913 kwam de opvolger van Regout, Theo Heemskerk, met een aangepaste versie van het ontwerp. Ook deze werd niet aangenomen, onder meer omdat het kabinet-Heemskerk viel op 29 augustus 1913 en de Eerste Wereldoorlog uitbrak.

## De situatie in 1911
In 1911 is het begrip onrechtmatig zojuist zeer eng geïnterpreteerd door de Hoge Raad in het arrest inzake de Zutphense waterleiding. De artt. 1401 en 1402 O.B.W. (Oud Burgerlijk Wetboek) worden namelijk niet meer in samenhang gezien; hierdoor wordt de werking van art. 1402 gereduceerd. Het enige wat art. 1402 O.B.W. nu nog toevoegt aan art. 1401 O.B.W. is dat een onrechtmatige daad ook door een nalaten begaan kan worden.
De tekst van artt. 1401 en 1402 O.B.W. luidt als volgt:
Art. 1401 O.B.W.: "Elke onregtmatige daad, waardoor aan een ander schade wordt toegebragt, stelt dengenen door wiens schuld die schade veroorzaakt is in de verpligting om dezelve te vergoeden".

Art. 1402 O.B.W.: "Een ieder is verantwoordelijk, niet alleen voor de schade, welke hij door zijne daad, maar ook voor die welke hij door zijne nalatigheid of onvoorzigtigheid veroorzaakt heeft".
Voor de arresten Singer/Ivens en Necec uit 1905 werden deze artikelen tezamen geïnterpreteerd: hierdoor kon men ook voor onvoorzichtigheid aansprakelijk gesteld worden. In de arresten Singer/Ivens en Necec uit 1905 en het arrest over de Zutphense waterleiding uit 1910 maakte de Hoge Raad duidelijk dat deze artikelen los van elkaar staan en dat ook een onvoorzichtigheid onrechtmatig moet zijn. Deze eis werd eerder niet gesteld en door het stellen van deze eis werd het begrip onrechtmatig enger; eerst lag immers de eis voor onrechtmatigheid opgesloten in het begrip onvoorzichtigheid (oftewel: elke onvoorzichtigheid was onrechtmatig puur omdat het een onvoorzichtigheid was), na deze arresten moet die onvoorzichtigheid onrechtmatig zijn. Die onrechtmatigheid moet dan gestoeld zijn op strijd met een rechtsplicht.

## Het ontwerp
De beoogde uitbreiding van het begrip 'onrechtmatige daad' wordt verkregen door het artikel als volgt te laten luiden:
1. "Hij die door eene onregtmatige daad aan een ander schade toebrengt, is jegens hem tot schadevergoeding gehouden".
2. "Onder onregtmatige daad wordt verstaan eene door de schuld des daders veroorzaakte handeling of nalatigheid, in strijd met de openbare orde, met de goede zeden of met de zorg van een goed huisvader".
3. "De verschuldigde schadevergoeding wordt, ook indien en voor zoover de geleden schade niet op geld waardeerbaar is, door den regter in billijkheid naar de omstandigheden bepaald".

Dit ontwerp breekt dus met de enge opvatting die de Hoge Raad na 1905 hanteerde door ook daden en nalatigheden die in strijd zijn met de openbare orde, goede zeden of zorg van een goed huisvader onrechtmatig te achten.

## Reacties
Nagenoeg de hele juridische wereld stond positief tegenover de voorgestelde uitbreiding van de aansprakelijkheid. Uitzondering daarop was Aernout Eyssell, president van de Hoge Raad van 1908-1912 en medeverantwoordelijk voor het arrest inzake de Zutphense waterleiding. Het enige, veelgehoorde punt van kritiek op het wetsontwerp was het begrip 'de zorg van een goed huisvader'. Velen vonden dit begrip toch te vaag.

## Het ontwerp-Heemskerk
Het voorstel van de nieuwe minister van justitie Heemskerk sluit nu aan op de terminologie die Willem Molengraaff al jaren gebruikte. Het voorstel luidt nu: "onder onregtmatige daad wordt verstaan een handelen of nalaten, dat óf inbreuk maakt op eens anders recht, of in strijd is met des daders rechtspligt, óf indruischt, hetzij tegen de goede zeden, hetzij tegen de zorgvuldigheid, welke in het maatschappelijk verkeer betaamt ten aanzien van eens anders persoon of goed".
Wederom waren de reacties, met uitzondering van Eyssell, positief. Echter, door de val van het kabinet-Heemskerk en het uitbreken van de Eerste Wereldoorlog (en wellicht wat ambtelijke traagheid) is dit voorstel nooit tot openbare behandeling gekomen.